# Куча (река)
Куча — река в России, протекает в Юсьвинском районе Пермского края. Устье реки находится в 54 км по правому берегу реки Иньва. Длина реки составляет 12 км.
Исток реки на Верхнекамской возвышенности близ границы с Ильинским районом. Исток расположен в урочище Верхняя Куча в 8 км к юго-западу от села Крохалево. Река течёт на север, в среднем течении протекает деревню Алямово. Впадает в Иньву ниже села Аксеново.

## Данные водного реестра
По данным государственного водного реестра России относится к Камскому бассейновому округу, водохозяйственный участок реки — Кама от города Березники до Камского гидроузла, без реки Косьва (от истока до Широковского гидроузла), Чусовая и Сылва, речной подбассейн реки — бассейны притоков Камы до впадения Белой. Речной бассейн реки — Кама.
По данным геоинформационной системы водохозяйственного районирования территории РФ, подготовленной Федеральным агентством водных ресурсов:
- Код водного объекта в государственном водном реестре — 10010100912111100008298
- Код по гидрологической изученности (ГИ) — 111100829
- Код бассейна — 10.01.01.009
- Номер тома по ГИ — 11
- Выпуск по ГИ — 1